# Perilissus brischkei
Perilissus brischkei är en stekelart som beskrevs av Dalla Torre 1901. Perilissus brischkei ingår i släktet Perilissus och familjen brokparasitsteklar. Inga underarter finns listade i Catalogue of Life.